# NGC 379
NGC 379 là một thiên hà dạng hạt đậu trong chòm sao Song Ngư. Nó được phát hiện vào ngày 12 tháng 9 năm 1784 bởi William Herschel.  Nó được Dreyer mô tả là "khá mờ, nhỏ, tròn, sáng hơn ở giữa".